# Wolf Hudson
Wolf Hudson (ur. 24 listopada 1984 w Nowym Jorku) – amerykański aktor i reżyser filmów pornograficznych, tancerz uliczny pochodzenia dominikańskiego. Zdobywca licznych nagród i nominacji branżowych, znany ze swojej otwartej seksualności i zamiłowania do przebierania się za Michaela Jacksona.
Występował w produkcjach pornograficznych heteroseksualnych, biseksualnych, gejowskich i transseksualnych. W lipcu 2020 na łamach magazynu „Men’s Health” został opisany w eseju jako „Król biseksualnego porno”. Bywał też nazywany „Królem Kink” (The King of Kink), „Jego Królewska Kinkness” (His Royal Kinkness) lub „Królem biseksualnego porno”.

## Wczesne lata
Urodził się i dorastał w nowojorskim Bronksie w pobożnej rodzinie katolickiej. Był jednym z pięciorga rodzeństwa. Jego rodzina miała pochodzenie dominikańskie i hiszpańskie, a także miała kulturowe korzenie Afroamerykanów, Francuzów i Dominikańczyków. Całe wczesne lata zmagał się z ADHD. Rodzice zakazywali mu chodzenia na imprezy i spędzania czasu z przyjaciółmi. Przez większość okresu dorastania oglądał telewizję. Jako nastolatek przez jakiś czas mieszkał w Dominikanie. Aktorstwo i taniec zawsze było częścią jego życia. Chociaż w szkole planował zostać aktorem lub animatorem, w końcu jego pasją stał się taniec. 
Ukończył nowojorską High School of Graphic Communication Arts, gdzie zaczął występować z grupą taneczną hip-hop. W tym czasie był biegły w stylach tańca Michaela Jacksona. W wieku 18 lat na stypendium naukowym rozpoczął naukę tańca w New Dance Group Arts Center w Nowym Jorku, gdzie w latach 2003–2006 studiował modern, jazz, hip hop i salsę. Wystąpił w kilku sztukach teatralnych i filmach niezależnych jako tancerz hip-hopu / jazzu.
Pracował na zlecenie, poczynając od sprzedaży fast foodów po korporacje. Był księgowym dystrybutora guzików.

## Kariera w branży porno

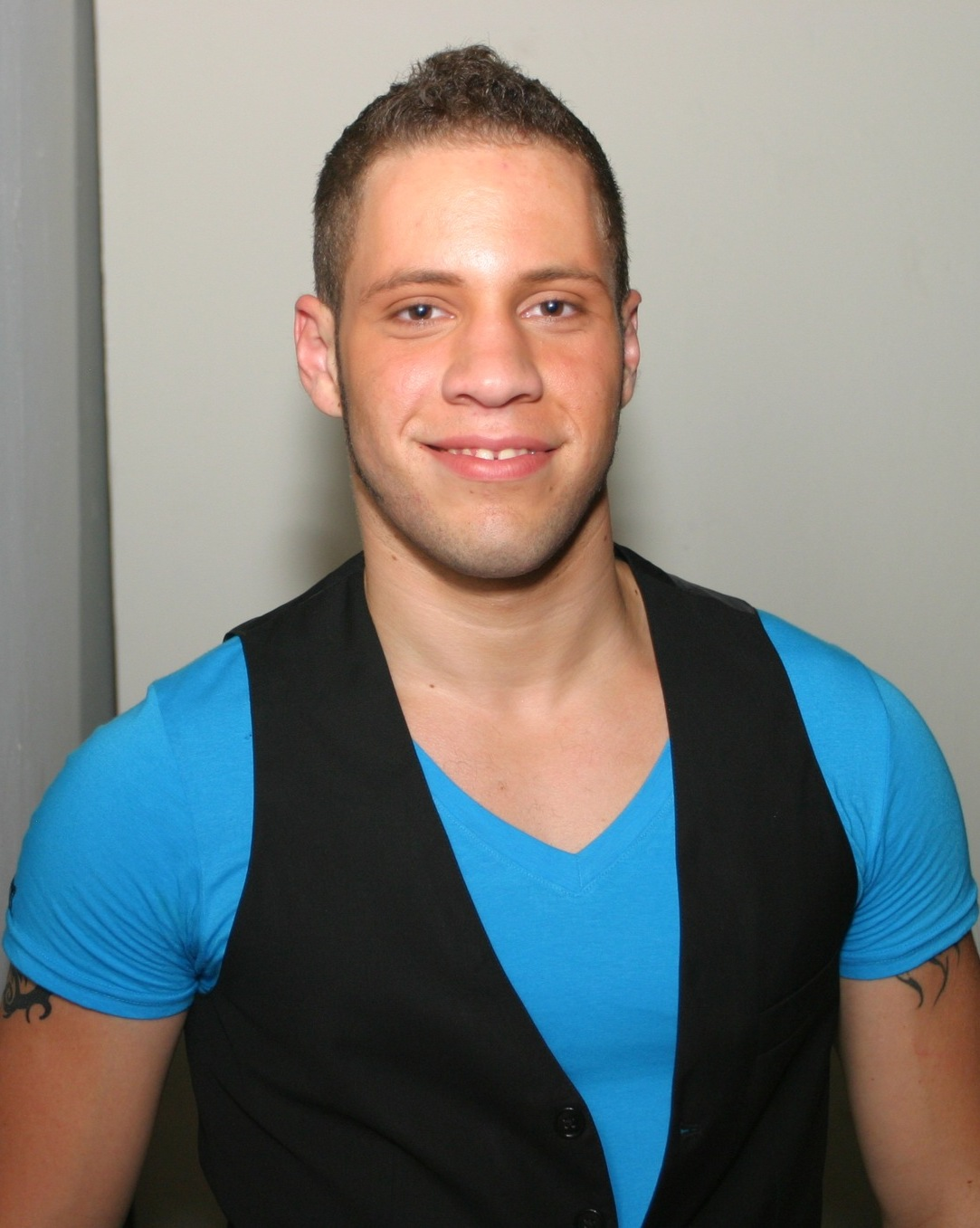
Wolf Hudson (26 września 2008)

W 2006 w internetowym serwisie ogłoszeń Craigslist, znalazł reklamę poszukującą mężczyzn do branży porno na sesję gangbangową, złożył wniosek i pod koniec roku wziął udział w sesji zdjęciowej. Współpracownik dał mu do zrozumienia, że może zarobić znacznie więcej pieniędzy na scenach gejowskich. W wieku 21 lat rozpoczął karierę w Nowym Jorku i trafił do produkcji Next Door Entertainment Gay For Pay 10 (2006). Zarabiał od 300 do 600 dolarów za scenę hetero, a za stronę w produkcji gejowskiej mógł zarobić od 1000 do 2000 dolarów. 
Na początku 2007 przeniósł się do San Francisco, aby pracować dla wytwórni filmów pornograficznych Factory Videos. Wkrótce pojawił się produkcji Chi Chi LaRue Suck It Up (2007), a także w filmie Jocks Studios Road Trip Vol. 1 - Russian River (2007) z okazji 35-lecia Falcon Entertainment. Zyskał rozgłos jako tancerz w filmie Dirty Bird Pictures Mug Shots (2008), który stał się hitem na blogach gejowskich porno. 
W latach 2007–2017 pracował dla Kink.com w scenach sadomasochistycznych heteroseksualnych, homoseksualnych i transseksualnych – uległość, głębokie gardło, rimming, cunnilingus, kobieca ejakulacja, fisting analny i pochwowy, pegging, gang bang, bukkake, wytrysk na twarz, pissing, plucie, bicie a także seksu oralnego i analnego. Były to serie Bound Gang Bangs, Bound Gods, Divine Bitches, Foot Worship, Hardcore Gangbang, Men in Pain, Public Disgrace, Training Of O  i TS Seduction. W maju 2008 jego praca dla Kink.com doprowadziła do udziału na targach Folsom Street Fair (FSF) w San Francisco. Wystąpił w roli Aarona Levine w filmie Private/Kink.com Open Invitation: A Real Swingers Party in San Francisco (2010), uhonorowanym nagrodą Ropey Volley w kategorii „To mogłoby się zdarzyć”, w reż. Ilany Rothman u boku Jamesa Deena i Marka Davisa. Wziął udział w produkcji Huge Titted Ava Devine Does Double Anal In A Bar Full Of Strangers! (2013) z Avą Devine, Markiem Davisem i Xanderem Corvusem. W parodii Star Trek: Następne pokolenie – Star Trek: The Next Penetration – First Gangbang & Double Penetration (2015) pojawił się jako ciekawy świata android Data i był księdzem w Ex prostitute turned nun gets gangbanged! (2015).
W lutym 2008 zmienił swój pseudonim sceniczny na Kane Rivers, na cześć legendy porno i przyjaciółki Sharon Kane, a także podpisał kontrakt z LA Direct Models. Wkrótce został obsadzony przez Michaela Lucasa w projekcie Lucas Entertainment Michael Lucas' Auditions Vol. 22 (2008) jako pasyw w scenie z Benem Andrewsem. W sierpniu 2008 zagrał dominującego, autorytatywnego szefa sklepu samochodowego w nagrodzonym GayVN Awards biseksualnym filmie Shifting Gears w reżyserii Chi Chi LaRue. Hudson został wyróżniony wśród obsady i nominowany do nagrody GayVN dla najlepszego aktora drugoplanowego, przechodząc do historii jako pierwszy aktor, który zdobył nominację do GayVN za występ w filmie biseksualnym.
Był na okładce „Latino Men Naked 2009 Calendar” (wyd. Latin Connection Video, 1 maja 2008), a jego zdjęcia prezentowane były w magazynach takich jak „Unzipped” (w październiku 2008), „Honcho” (w marcu 2009), „Mandate” (w czerwcu 2009) i „Macho” (w sierpniu 2009). W wywiadzie dla magazynu „Unzipped” z 20 stycznia 2009 oświadczył, że opuszcza gejowską stronę branży dla dorosłych, aby zdobyć więcej ról w porno dla heteroseksualistów. Jednak miesiąc później (23 lutego 2009) Hudson zaskoczył branżę, podpisując roczny kontrakt na wyłączność z internetowym studio CockyBoys.com, gdzie wziął udział w scenach zarówno jako aktyw w Born To Fuck (2009), jak i jako pasyw w First Time Fucked (2009), a także zadebiutował jako reżyser. Jego niecodzienna umowa dotyczyła wyłącznie homoseksualnej strony biznesu dla dorosłych, ale pozwalała mu również na swobodę filmowania treści heteroseksualnych. Było to kontrowersyjne posunięcie, ponieważ gejowski wykonawca jest niezwykle trudny do przejścia na giełdę hetero, a Hudson planował robić to w tym samym czasie. Od marca 2009 do sierpnia 2010 reżyserował i występował dla firmy Vinyard Entertainment, LLC. 
W 2009 zdobył nominację do kilku nagród GayVN Award, w tym w kategorii „Wykonawca roku”, „Najlepszy aktor drugoplanowy” i „Najlepsza scena seksu w duecie”. W marcu 2009 stał się pierwszym wybranym przez fanów współgospodarzem gali wręczenia Grabby Awards, wraz z Chi Chi LaRue, drag queen z Chicago – Honey West i Blakiem Rileyem. W lipcu 2009 Hudson był jednym z wyróżnionych wykonawców podczas 35–lecia firmy Hustler w Santa Monica w Kalifornii. W 2012 otrzymał Tranny Awards w kategorii „Najlepszy nietransseksualny wykonawca”. Filmy feministyczne z jego udziałem zostały uhonorowane Feminist Porn Awards; My Own Master (2010) w kategorii „Nagroda honorowa”, Fuckstyles of the Queer and Famous (2012) w kategorii „Najsmaczniej zróżnicowana obsada”, The Expert Guide to Pegging: Strap-on Anal Sex for Couples (2012) w reż. Tristan Taormino w kategorii „Smutty Schoolteacher Award dla edukacji seksualnej” oraz Biodildo 2.0 (2014) w kategorii „Najbardziej podniecający transseksualny film”. Nominację do tejże nagrody zdobyły również: (S)he Comes (2014) oraz Heart Throb Marathon (2014), którego był współreżyserem, współproducentem i wykonawcą jednocześnie.
W czerwcu 2012 założył firmę WolfHudsonIsBad.com w Los Angeles; produkował, reżyserował i występował we wszystkich scenach, a także projektował grafikę i banery na stronę. Wystąpił jako agent M (ucharakteryzowany na swojego idola Michaela Jacksona) w parodii porno Facetów w czerni – Wicked Pictures Men in Black: A Hardcore Parody (2012) i jako Pan Brady w komedii The Tranny Bunch (2015), uhonorowanej AVN Award w kategorii „Najlepsza nietransseksualna realizacja”.
Wziął udział w filmach Joanny Angel: Burning Angel All-Stars (2011), Librarians (2011), Festival of Cocks (2012), Joanna Angel: Kinky Fantasies (2013), Babysitter Snooze (2014), Walking Dead Orgy! (2013), parodii Żywych trupów – Walking Dead: A Hardcore Parody (2013) jako Carl i shōnen manga Masashiego Kishimoto Naruto – Comic Book Freaks and Cosplay Geeks (2015) w roli kangura o imieniu Booga z Annie Cruz jako Sakura Haruno i Ramónem Nomarem w roli sąsiada.
W 2015 był nominowany do XBiz Award w kategorii „Najlepszy aktor drugoplanowy” jako wampir w horrorze gotyckim Nienasycony (Voracious: Season Two, Volume Four, 2014) i AVN Award w kategorii „Najbardziej skandaliczna scena seksu”. W produkcji Bound Gods: Wolf Hudson on the Run (2016) zagrał uciekającego skazańca.
W styczniu 2015, po pięcioletniej nieobecności w gejowskim porno, Hudson podpisał 3–miesięczną ekskluzywną umowę z Mile High Media / Nica Noelle, Icon Male. Powrócił do gejowskiego kina porno w scenie z Connorem Maguire w filmie Icon Male Wybacz mi ojcze 2 (Forgive Me Father 2, 2015). Film znalazł się na szczycie listy przebojów DVD i VOD, a także najpopularniejszych scen na IconMale.com. W kolejnej produkcji gejowskiej Icon Male Guys Kissing Guys (2015) wystąpił w scenie jako wykonawca uniwersalny z Robertem Axelem i jako aktyw z Dirkiem Caberem.
W 2016 zdobył nominację do nagrody Grabby w trzech kategoriach: „Najlepszy wykonawca uniwersalny”, „Najgorętsza zmiana pozycji” w filmie Icon Male Kochanek jego siostry (His Sister’s Lover, 2015) z Tommym Defendim oraz „Najgorętsza zmiana pozycji” w Icon Male Cukierkowy tatuś 2 (Sugar Daddies 2, 2015) z Nickem Caprą.
Hudson odszedł z branży porno w 2016. Podjął naukę w teatrze improwizowanym Upright Citizens Brigade w Los Angeles. Pracował jako lektor. W 2017, po śmierci matki, Olgi Martínez, zmagał się z depresją i stracił popęd seksualny. W 2018 powrócił do porno – występów w filmach biseksualnych, produkowanych przez studia takie jak Devil’s Film, Biphoria i Metro Moves. 26 stycznia 2019 w Las Vegas gościł podczas AVN Adult Entertainment Expo (AEE) w towarzystwie Kristen Scott i Robby’ego Echo. We wrześniu 2019 na łamach portalu internetowego XBIZ.com zadebiutował jako redaktor. 17 stycznia 2020 w hotelu JW Marriott Los Angeles L.A. LIVE podczas uroczystej gali wraz z Casey Calvert był jednym z wręczających branżowe nagrody XBIZ Award. 25 stycznia 2020 w Las Vegas został uhonorowany AVN Award w kategorii „Najlepszy wykonawca nie biorący udziału w scenie seksu” jako JC w filmie Bree Mills Teenage Lesbian (2019) i „Najlepsza transseksualna scena seksu grupowego” w produkcji Aiden Starr Chanel Santini: TS Superstar (2019).

## Obecność w kulturze masowej

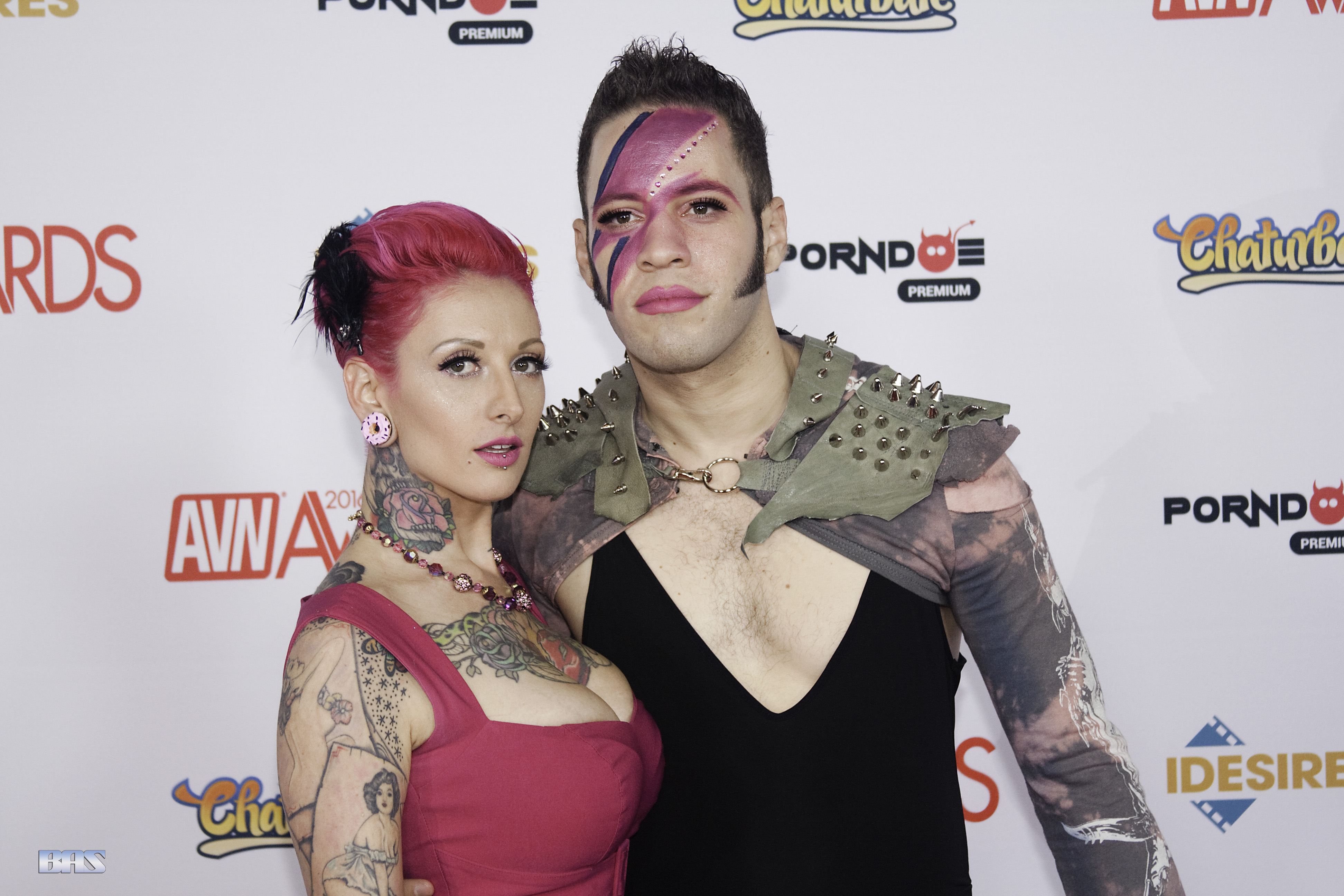
Jessie Lee i Wolf Hudson na AVN Awards (2016)

W dramacie Poczuj rytm (Feel the Noise, 2007) z udziałem Omariona i Jennifer Lopez, można go było dostrzec w jednej ze scen, za aktorką Melonie Diaz, w jasnoniebieskiej koszulce i czapce, portorykańską flagą udrapowaną na ramieniu i idącym z młodą kobietą w stronę Nowego Jorku w Puerto Rican Day Parade. Wziął udział w filmie dokumentalnym Naked (2008) z Benem Englishem, Niną Hartley i Kay Parker.
14 października 2008 stał się pierwszą męską gwiazdą porno, która pojawiła się w audycji Kerrang Radio The Night Before z brytyjskim gospodarzem Nickiem Margerrisonem. Hudson odrzucił ofertę pojawienia się 22 stycznia 2009 w odcinku programu The CW The Tyra Banks Show, dotyczącym wykonawców homoseksualistów. Wyraził zastrzeżenia co do pojawiania się z powodu tego, w jaki sposób serial mógłby obrócić rzeczy, aby faceci wyglądali źle. Gościł w trzecim sezonie kanadyjskiego programu telewizyjnego Showcase Webdreams. 
Jako fotomodel wziął udział w sesji fotograficznej dla magazynu „Playgirl” (2006). 
Prowadził także swój blog i stronę internetową WolfHudsonIsBad.com. W 2009 i 2011 zdobył nominację do Grabby Awards w kategorii „Najlepszy porno blog”. Stał się jedną z postaci komiksu Tracy Queen autorstwa Jayela Draco.
Zagrał postać ofiary strzelaniny w queerowym erotycznym filmie grozy L.A. Zombie (2010) z udziałem François Sagata, za który reżyser Bruce LaBruce odebrał nagrodę na Melbourne International Film Festival w kategorii „Najlepszy reżyser zagraniczny”. W teledysku do piosenki Joanny Angel „Fish Food” (2014) był perkusistą zespołu The Gigolos. Wziął udział w filmie edukacyjnym Porn 101 (2014).
Poparł Hillary Clinton w wyborach prezydenckich w USA w 2016 roku.
W czerwcu 2018 wystąpił w wideoklipie austriackiego rapera Candy Kena „Pornstar” z Valentiną Nappi, Kristen Scott, Daizy Cooper i Robby Echo. Hudson pojawia się w filmie dokumentalnym Netflix Seks, sieć i kasa: Historia Pornhuba (Money Shot: The Pornhub Story, 2023).

## Orientacja seksualna
Chociaż określany był przez branżę pono jako wykonawca biseksualny, w 2010 w wywiadzie dla QueerPorn.TV w Los Angeles twierdził, że nie identyfikuje się jako queer lub biseksualista, a używa określenia „seksualista”. W październiku 2015 w wywiadzie z Michaelem Lucasem wyznał, że jest heteroseksualny, a nie biseksualny. Człowiek biseksualny jest romantycznie nastawiony do mężczyzn i kobiet. W scenach z mężczyznami czasami interesujące jest bycie uległym i by pozwolić, aby ktoś inny przejął dowodzenie - wyjaśniał. Ulubioną pozycją seksualną Wolfa Hudsona stała się pozycja 69. 
W 2013, kiedy był obecny na Berlińskim Festiwalu Filmów Porno na specjalnej sesji poświęconej swojej pracy, Wolf Hudson odmówił zdefiniowania swojej seksualności: Lubię spotykać się z dziewczynami, ale lubię mocny seks z chłopcami. W wywiadzie powrócił do swoich kontrowersyjnych uwag, które przyniosły mu tytuł „Gay for Pay”: Seks nie jest czymś, co mnie przeraża. Żyję i wyrażam siebie w sposób, który niektórym może wydawać się dziwny. Robię porno hetero, porno gejowskie, porno biseksualne, porno transseksualne, porno twarde. Nie boję się też bawić w tym brudnym biznesie. W przeszłości mógłbym powiedzieć bzdury, jestem człowiekiem.
W kwietniu 2022 na łamach „Queer Majority” napisał artykuł, że jest biseksualistą.

## Wybrana filmografia
| Rok  | Tytuł                                                                                   | Rola                                            | Reżyser           |
| ---- | --------------------------------------------------------------------------------------- | ----------------------------------------------- | ----------------- |
| 2007 | Poczuj rytm (Feel the Noise)                                                            | w roli samego siebie (niewymieniony w czołówce) | Alejandro Chomski |
| 2010 | L.A. Zombie                                                                             | ofiara strzelaniny                              | Bruce LaBruce     |
| 2019 | Teenage Lesbian                                                                         | JC                                              | Bree Mills        |
| 2020 | Hentai Sex School 2 (film animowany))                                                   | w roli samego siebie                            | Bree Mills        |
| 2023 | Seks, sieć i kasa: Historia Pornhuba (Money Shot: The Pornhub Story, film dokumentalny) | w roli samego siebie                            | Suzanne Hillinger |

## Nagrody i nominacje
| Rok  | Nagroda                          | Kategoria                                              | Film                                                             | Inni wykonawcy | Rezultat  |
| ---- | -------------------------------- | ------------------------------------------------------ | ---------------------------------------------------------------- | --- | --------- |
| 2009 | XBIZ Award                       | Wykonawca roku GLBT                                    | —                                                                | — | Nominacja |
| 2009 | GayVN Award                      | Wykonawca roku                                         | —                                                                | — | Nominacja |
| 2009 | GayVN Award                      | Najlepszy aktor drugoplanowy                           | Shifting Gears (2008)                                            | — | Nominacja |
| 2009 | GayVN Award                      | Najlepsza scena seksu w duecie                         | Pounding the Pavement (2008)                                     | Jimmy Trips | Nominacja |
| 2009 | Grabby Award                     | Wykonawca roku                                         | —                                                                | — | Nominacja |
| 2009 | Grabby Award                     | Najlepszy blog gwiazdy porno                           | —                                                                | — | Nominacja |
| 2009 | Grabby Award                     | Najlepszy wszechstronny wykonawca                      | —                                                                | — | Nominacja |
| 2009 | Grabby Award                     | Najgorętszy penis                                      | —                                                                | — | Nominacja |
| 2009 | Grabby Award                     | Najgorętsza scena rimming (dwa razy)                   | Up Country (2007)                                                | Damian Rios | Nominacja |
| 2010 | Cybersocket Web Award            | Najlepsza osobowość                                    | —                                                                | — | Wygrana   |
| 2010 | Cybersocket Web Award            | Najlepszy gwiazdor porno                               | —                                                                | — | Nominacja |
| 2010 | Grabby Award                     | Najlepszy blog gwiazdy porno                           | —                                                                | — | Nominacja |
| 2010 | Grabby Award                     | Najgorętsza scena rimming                              | First Time Fucked (2009)                                         | Jesse Santana | Nominacja |
| 2010 | GayVN Award                      | Powszechny ulubieniec fanów                            | —                                                                | — | Nominacja |
| 2011 | AVN Award                        | Najlepsza scena orgii                                  | An Open Invitation A Real Swingers Party in San Francisco (2010) | India Summer, Skylar Price, Tara Lynn Foxx, Tia Ling, Mark Davis i Mickey Mod | Nominacja |
| 2012 | Feminist Porn Award              | Najsmaczniejsza zróżnicowana obsada                    | Fuckstyles of the Queer and Famous (2012)                        | James Darling | Wygrana   |
| 2013 | Sex Award                        | Najgorętszy dorosły ogier                              | —                                                                | — | Nominacja |
| 2013 | Tranny Award                     | Najlepszy nietransseksualny wykonawca                  | —                                                                | — | Wygrana   |
| 2013 | AVN Award                        | Najlepsza scena seksu transseksualna                   | Transsexual Babysitters 17 (2011)                                | Celeste Fuentes | Nominacja |
| 2013 | AVN Award                        | Najlepsza scena seksu grupowego                        | Joanna Angel Filthy Whore (2012)                                 | Dane Cross, James Deen, John Strong, Joanna Angel, Mr. Pete, Mark Wood, Mick Blue i Chad Alva | Nominacja |
| 2013 | AVN Award                        | Najlepsza scena seksu transseksualna                   | Pin-Up T-Girls 2 (2012)                                          | Jonelle Brooks | Nominacja |
| 2013 | XBIZ Award                       | Najlepsza scena seksu w parze                          | Love Marriage and Other Bad Ideas (2012)                         | Natasha Nice | Nominacja |
| 2013 | Feminist Porn Award              | Najgorętsza strona internetowa                         | —                                                                | — | Wygrana   |
| 2014 | AVN Award                        | Najlepsza scena seksu grupowego                        | Walking Dead: A Hardcore Parody (2013)                           | Arabelle Raphael, Danny Wylde, Joanna Angel, Kleio Valentien, Larkin Love i Tommy Pistol | Nominacja |
| 2014 | AVN Award                        | Najbardziej skandaliczna scena seksu                   | 50 Guy Cream Pie 9 (2013)                                        | Jennifer White, Andrew Andretti, Billy Glide, Brandon Iron, Byron Long, Chad Diamond, Chris Cock, Crash, Cuntre Pipes, Dane Cross, Dominik Kross, Eric John, Filthy Rich, Ike Diezel, Jack Vegas, Julius Ceazher, Justin Snyder, Marcus London, Rob Piper, Scott Lyons, Tommy Pistol, Tone Capone, Tony Eveready, Tony Martinez, Wesley Pipes i Wrexxx | Nominacja |
| 2015 | Cybersocket Web Award            | Najlepszy gwiazdor porno                               | —                                                                | — | Nominacja |
| 2015 | AVN Award                        | Najlepsza scena seksu transseksualna                   | Transsexual Gang Bangers 17 (2013)                               | Chad Diamond, Khloe Hart i Robert Axel | Nominacja |
| 2015 | AVN Award                        | Nagroda fanów: Wykonawca Kink                          | —                                                                | — | Nominacja |
| 2015 | AVN Award                        | Najbardziej skandaliczna scena seksu                   | Voracious: Season Two, Volume Four (2014)                        | Ashley Fires, James Deen, Lea Lexis, Rocco Siffredi, Roxy Raye, Skin Diamond i Stoya | Nominacja |
| 2015 | XBIZ Award                       | Najlepszy aktor drugoplanowy                           | Voracious: Season Two, Volume Four (2014)                        | — | Nominacja |
| 2016 | Cybersocket Award                | Najlepszy gwiazdor porno                               | —                                                                | — | Nominacja |
| 2016 | AVN Award                        | Najlepsza scena seksu transseksualna                   | Transsexual Gang Bangers 18 (2014)                               | Chad Diamond, Christian XXX i Jessy Dubai | Nominacja |
| 2016 | AVN Award                        | Najlepsza scena seksu transseksualna                   | My Dad's TS Girlfriend (2015)                                    | Sunday Valentina | Nominacja |
| 2016 | Grabby Award                     | Najgorętsza zmiana pozycji                             | His Sister’s Lover (2015)                                        | Tommy Defendi | Nominacja |
| 2016 | Grabby Award                     | Najlepszy wykonawca uniwersalny                        | —                                                                | – | Nominacja |
| 2016 | Grabby Award                     | Najgorętsza zmiana pozycji                             | Sugar Daddies 2 (2015)                                           | Nick Capra | Nominacja |
| 2018 | AVN Award                        | Najlepsza scena seksu transseksualna                   | Eva Paradis XXX 1: The Real Taste of Italy (2017)                | Eva Paradis | Nominacja |
| 2019 | GayVN Award                      | Najlepsza scena biseksualna                            | Bi-Sexually Active 2 (2018)                                      | Lance Hart i Madison Mia | Nominacja |
| 2019 | Nagroda portalu Pornhub          | Najpopularniejszy gwiazdor porno kobiet                | —                                                                | — | Nominacja |
| 2020 | XBIZ Award                       | Najlepszy aktor - film pełnometrażowy                  | Teenage Lesbian (2019)                                           | — | Nominacja |
| 2020 | XRCO Award                       | Najlepszy aktor                                        | Teenage Lesbian (2019)                                           | — | Nominacja |
| 2020 | AVN Award                        | Najlepszy wykonawca nie biorący udziału w scenie seksu | Teenage Lesbian (2019)                                           | — | Wygrana   |
| 2020 | AVN Award                        | Najlepsza transseksualna scena seksu jeden na jednego  | My Brother’s TS Girlfriend (2019)                                | Korra Del Rio | Nominacja |
| 2020 | AVN Award                        | Najlepsza transseksualna scena seksu grupowego         | Chanel Santini: TS Superstar (2019)                              | Chanel Santini, Lance Hart, Will Havoc, Pierce Paris i Dante Colle | Wygrana   |
| 2020 | AVN Award                        | Najlepsza transseksualna scena seksu grupowego         | Domino Presley’s House of Whores: Coven (2019)                   | Jane Marie, Ruckus, Epicleus i Adam Christopher | Nominacja |
| 2020 | GayVN Award                      | Najlepszy scena biseksualna                            | Bi Peg To Differ (2019)                                          | Lauren Phillips i Pierce Paris | Nominacja |
| 2020 | GayVN Award                      | Najlepszy scena biseksualna                            | Pool Boys, BiPhoria (2019)                                       | Lisey Sweet i Colby Jansen | Nominacja |
| 2020 | XBIZ Cam Award                   | Najlepszy artysta klipów                               | —                                                                | — | Nominacja |
| 2020 | XBIZ Cam Award                   | Postać mediów społecznościowych                        | —                                                                | — | Nominacja |
| 2020 | Nagroda portalu Pornhub          | Najpopularniejszy wykonawca wśród kobiet               | —                                                                | — | Nominacja |
| 2021 | XBIZ Award                       | Artysta klipu roku                                     | —                                                                | — | Nominacja |
| 2021 | AVN Award                        | Najlepsza transseksualna scena seksu jeden na jednego  | Transsexual Nurses 2 (2020)                                      | Jenna Gargles | Nominacja |
| 2021 | AVN Award                        | Niszowy wykonawca roku                                 | —                                                                | — | Nominacja |
| 2021 | Transgender Erotica Award (TEAs) | Najlepsza scena chłopak/dziewczyna                     | Take a Ride on the Trans Train (2020)                            | Jenna Gargles i Ryder Monroe | Nominacja |
| 2021 | GayVN Award                      | Najlepsza scena seksu biseksualnego                    | Cheaper Bi the Dozen (2020)                                      | Dante Colle, Keira Croft, Michael DelRay, Dillon Diaz, Lance Hart, Johnny Hill, Mason Lear, Draven Navarro, Belle O’Hara, Charlie Patterson i Febby Twigs | Nominacja |
| 2022 | Nagroda portalu Pornhub          | Najpopularniejszy wykonawca wśród kobiet               | —                                                                | — | Nominacja |
| 2022 | AltPorn Award                    | Najlepszy wykonawca roku                               | —                                                                | — | Nominacja |
| 2023 | Transgender Erotica Award (TEAs) | Najlepsza scena w trójkącie / seks grupowy             | Trans Honey Trap (2022)                                          | Jade Venus i Nicole Korsakova | Nominacja |
| 2025 | AVN Award                        | Najlepsza scena seksu grupowego trans                  | Bachelor Party Surprise – A Jim Powers Spotlight (2024)          | Brittney Kade, Michael DelRay, Roman Todd, Jay Tee, Steve Rickz i Sage Roux | Nominacja |
| 2025 | Transgender Erotica Award (TEAs) | Najlepsza scena trójkąta / Bardziej intensywna scena   | Bachelor Party Surprise – A Jim Powers Spotlight (2024)          | Brittney Kade, Michael DelRay, Roman Todd, Jay Tee, Steve Rickz i Sage Roux | Wygrana   |
| 2025 | Pornhub Award                    | Najpopularniejszy wykonawca gejowski                   | —                                                                | — | Nominacja |